# Nelly Dembo Osongo
Nelly Dembo Osongo a été Miss Congo (République démocratique du Congo) 2005 à 22 ans. Elle a pris part au concours Miss Monde 2005.